# Edixon Perea
Edixon Perea Valencia (* 20. April 1984 in Cali) ist ein ehemaliger kolumbianischer Fußballspieler. Zuletzt stand der Stürmer in Ungarn bei Honvéd Budapest unter Vertrag.

## Karriere

### Verein
Pereas Profikarriere begann 2001 in seinem Heimatland bei Atlético Huila. Auf Anhieb schaffte es der Angreifer regelmäßig eingesetzt zu werden. Zum Folgejahr wechselte er Deportes Quindío, ehe er sich noch in der gleichen Spielzeit Deportivo Pasto anschloss. 2003 unterzeichnete Perea beim kolumbianischen Top-Verein Atlético Nacional. Mit diesen konnte er 2005 die Apertura-Meisterschaft gewinnen. 2004 reichte es in beiden Halbserienmeisterschaften nur zum Vize-Titel. In den zwei ½ Spielzeiten entwickelte sich der Stürmer zum Leistungsträger. Dies brachte ihn in die Notizblöcke europäischer Klubs. Für eine Ablöse von 2,5 Millionen € wechselte er schließlich im Sommer 2005 nach Frankreich zu Girondins Bordeaux. Sein Debüt in der Ligue 1 gab Parea dann am 20. August 2005 beim 1:0-Heimerfolg gegen den AS Monaco. Dabei wechselte ihn Trainer Ricardo Gomes in der 84. Minute für Jean-Claude Darcheville ein. In der Folgezeit kam er zu regelmäßigen Spieleinsätzen. Auf seinen ersten und einzigen Ligatreffer 2005/06 mussten die Girondins-Fans dann aber bis zum 33. Spieltag warten. Bei der 1:3-Niederlage gegen Paris Saint-Germain gelang Perea der zwischenzeitliche Ausgleich. Zur Folgesaison kam der Offensiv-Akteur nur noch unregelmäßig zum Einsatz. Dies sollte sich auch 2007/08 nicht bessern, weswegen er im Januar 2008 zu Grêmio Porto Alegre wechselte. In diesem Jahr wurde er mit Grêmio Vize-Meister. Nach zwei Jahren kehrte er Brasilien den Rücken und wechselte wieder nach Europa. Bei UD Las Palmas in der spanischen Segunda División kam er jedoch kaum zum Einsatz. Nach einer Spielzeit schloss er sich Mitte 2011 dem mexikanischen Erstligisten CD Cruz Azul an. Dort kam er häufiger zum Einsatz und wechselte zwischen Ersatzbank und Startformation. Im Juli 2012 wechselte er zu Changchun Yatai nach China. Hatte er dort zunächst noch einen Stammplatz, kam er bald nur noch als Einwechselspieler zum Zuge. Anfang 2013 wurde er für ein halbes Jahr an Deportivo Cali ausgeliehen. Nach seiner Rückkehr spielte er keine Rolle mehr und wechselte im Oktober 2013 zu Honvéd Budapest nach Ungarn. Anfang 2014 löste er seinen Vertrag auf.

### Nationalmannschaft
2004 spielte er zum ersten Mal in der Nationalmannschaft Kolumbiens. Bis 2008 kam er dort 29-mal zum Einsatz und konnte dabei neun Treffer erzielen.

## Erfolge
- Apertura-Meisterschaft mit Atlético Nacional: 2005
- Französischer Ligapokalsieger mit Girondins Bordeaux: 2007